# Scores (компьютерный вирус)
Scores — компьютерный вирус, созданный для компьютеров Macintosh. Впервые был обнаружен в апреле 1988 года в городе Даллас (Техас). В первую очередь, был нацелен на причинение ущерба Electronic Data Systems. Впоследствии заразил также заразил компьютеры NASA и NOAA. Как сообщает NASA, около 100 их компьютеров Apple Macintosh в Вашингтоне, Мэриленде и Флориде были заражены вирусом.

## Схема работы вируса
Вирус активировался при запуске заражённой программы и бездействует первые два дня. После этого активируется первая из трёх частей вируса, которая заражает различные приложения и программы на компьютере, некоторые из которых после этого могут перестать нормально функционировать. Через 4 дня активируется вторая часть, которая следит за приложениями ERIC и VULT. Если одно из приложений работает на протяжении 25 минут, вирус заставляет его вылететь. Через 7 дней активируется третья часть. При активации приложения VULT вирус ждёт 15 минут, после чего заставляет приложение вылететь. Если в течение этих 15 минут пользователь попытается записать файл на диск, приложение также вылетит. При активации вирус также создаёт два скрытых файла «Desktop» и скрытый файл «Scores» (от которого и получил своё название).